# Дальний (приток Козыревской)
Дальний — ручей на полуострове Камчатка. Административно относится к Камчатскому краю России.
Образуется слиянием ручьёв Дальний Левый и Дальний Правый на высоте 793,5 м. Длина — 25 км. Протекает в лесной местности. В питание реки принимают участие преимущественно талые и дождевые воды. Близ урочища Провал пересыхает. Впадает в реку Козыревская слева на расстоянии 10 км от устья.
По данным государственного водного реестра России относится к Анадыро-Колымскому бассейновому округу. Код водного объекта 19070000112220000015834.